# Jerrod Carmichael
Rothaniel Jerrod Carmichael,  född 6 april 1987 i Winston-Salem i North Carolina, är en amerikansk ståuppkomiker, skådespelare, författare och filmskapare.
Carmichael har släppt tre standup-komedispecialer på HBO: Love at the Store (2014), 8 (2017) och Rothaniel (2022). År 2022 vann han en Emmy Award Rothaniel. Han har skapat, producerat och spelat huvudrollen NBC-sitcomen The Carmichael Show (2015–2017) som delvis bygger på hans eget liv. Carmichael regisserade, producerade och spelade huvudrollen i långfilmen On the Count of Three (2021).
År 2023 listade Time honom som en av de 100 mest inflytelserika personerna i världen.